# Aeroportul Wawa
Aeroportul Wawa (IATA: YXZ, ICAO: CYXZ) este un aeroport din Wawa⁠(d), Algoma District⁠(d), Ontario, Canada. Aeroportul a fost tranzitat în 2017 de 0 pasageri.
Situat la o altitudine de 288 m, aeroportul dispune de 1 pistă.

## Infrastructură

### Piste
Aeroportul dispune de o singură pistă. Pista 03/21 are suprafața de asfalt. 